# Erik Pérez
Erik Gregorio Pérez, född 19 november 1989, är en mexikansk MMA-utövare som tävlar i organisationen Ultimate Fighting Championship.